# Udaj Husajn
Udaj Saddam Hussajn al-Tikriti (18. června 1964 – 22. července 2003)
byl synem iráckého prezidenta Saddáma Husajna. Především díky tomu působil jako irácký politik, vojenský důstojník, velitel polovojenské organizace Fedayeen Saddáma a předseda Iráckého olympijského výboru a Iráckého fotbalového svazu.

## Život
Narodil se jako nejstarší syn iráckého prezidenta Saddáma Husajna a jeho první ženy Sadžidy Talfahové. Mnoho let byl vnímán jako pravděpodobný nástupce svého otce. Své postavení ale údajně ztratil v důsledku zranění, které utržil při atentátu v roce 1996. Udaj měl se svým otcem komplikovaný vztah. Roku 1988, pravděpodobně na žádost své matky, zavraždil otcova komorníka, který Saddáma seznámil s jeho druhou ženou. Po americké invazi do Iráku v roce 2003 byl spolu se svým bratrem Kusajem zabit americkými vojáky.
Udaj Hussajn byl údajně velmi bezohledný a zastrašující své skutečné i domnělé protivníky i blízké přátele. Rodinní příbuzní a osobní známí se stali často oběťmi jeho násilí a vzteku. Obvinění svědků naznačují, že organizoval a řídil zatčení a mučení iráckých olympijských sportovců a členů národního fotbalového týmu, kdykoliv prohráli zápas.